# Kent Ridge (métro de Singapour)
Kent Ridge est une station de métro à Singapour. Elle est à la jonction de la South Buona Vista Road et la Lower Kent Ridge Road. 
La station dessert l'Université nationale de Singapour ainsi que l'hôpital national universitaire (NUH). 
En mars 2025, la Land Transport Authority a annoncé que la station sera le terminal de la future Jurong Region Line.

## Histoire
La station a été inaugurée le 8 octobore 2011 lors de la phase 4 du développement de la ligne.